# Leichtathletik-Weltmeisterschaften 2005/200 m der Frauen

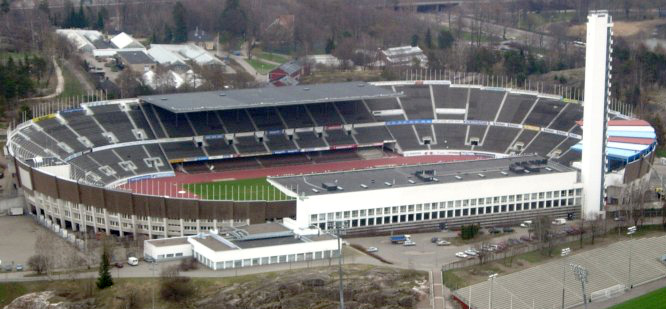
Das Olympiastadion in Helsinki im Mai 2005

Der 200-Meter-Lauf der Frauen bei den Leichtathletik-Weltmeisterschaften 2005 wurde vom 10. bis 12. August 2005 im Olympiastadion der finnischen Hauptstadt Helsinki ausgetragen.
In diesem Wettbewerb gab es einen Doppelsieg für die US-amerikanischen Sprinterinnen. Ihren ersten großen internationalen Titel errang die Olympiazweite von 2004 Allyson Felix. Silber ging an Rachelle Smith. Die Französin Christine Arron errang wie vier Tage zuvor die Bronzemedaille. Sie hatte ihre Erfolge in den Jahren zuvor als Europameisterin 1998 über 100 Meter sowie mit der französischen 4-mal-100-Meter-Staffel feiern dürfen, mit der sie 2003 WM-Gold, 1999 WM-Silber, 1997 WM-Bronze, 2004 Olympiabronze und 1998 EM-Gold gewonnen hatte.
Im Finale ging es auf den Rängen zwei bis vier sehr eng zu. Die zweitplatzierte Rachelle Smith erreichte in 22,31 s bis auf die Hundertstelsekunde zeitgleich mit Bronzemedaillengewinnerin Christine Arron das Ziel. Die viertplatzierte Jamaikanerin Veronica Campbell verpasste eine Medaille nur um sieben Hundertstelsekunden.

## Bestehende Rekorde
| Weltrekord               | 21,34 s | Florence Griffith-Joyner | OS Seoul, Südkorea      | 29. September 1988 |
| Weltmeisterschaftsrekord | 21,74 s | Silke Gladisch           | WM 1987 in Rom, Italien | 3. September 1987  |

Auch bei diesen Weltmeisterschaften hatte der seit 1987 bestehende WM-Rekord ungefährdet weiter Bestand.
Ein Landesrekord wurde aufgestellt.
- 26,28 s – Gertrudis Luna (Äquatorialguinea), 2. Vorlauf am 10. August (Wind: −1,1 m/s)

## Vorrunde
Die Vorrunde wurde in vier Läufen durchgeführt. Die ersten drei Athletinnen pro Lauf – hellblau unterlegt – sowie die darüber hinaus vier zeitschnellsten Läuferinnen – hellgrün unterlegt – qualifizierten sich für das Halbfinale.

### Vorlauf 1

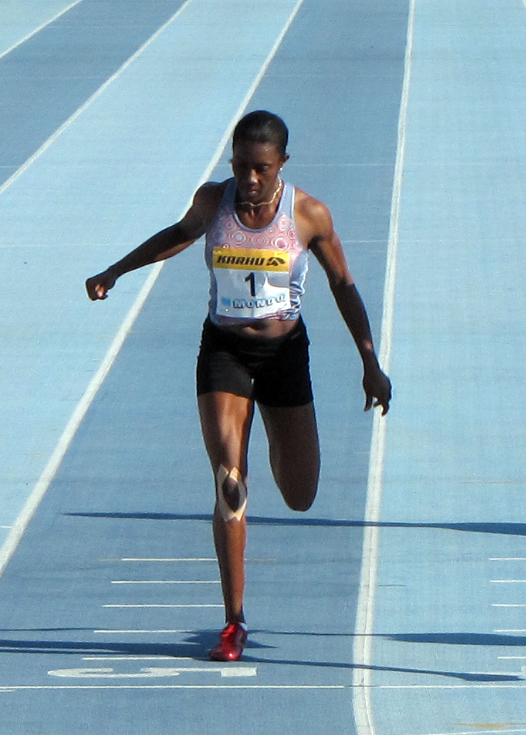
Sheri-Ann Brooks – ihr fünfter Platz im ersten Vorlauf reichte nicht zum Weiterkommen

10. August 2005, 12:00 Uhr
Wind: −1,1 m/s
| Platz | Name                | Nation                       | Zeit (s) |
| ----- | ------------------- | ---------------------------- | -------- |
| 1     | Cydonie Mothersille | Cayman Islands               | 23,72    |
| 2     | LaTasha Colander    | USA                          | 23,89    |
| 3     | LaVerne Jones       | Amerikanische Jungferninseln | 24,12    |
| 4     | Lauren Hewitt       | Australien                   | 24,20    |
| 5     | Sheri-Ann Brooks    | Jamaika                      | 24,20    |
| 6     | Jelena Bolsun       | Russland                     | 24,30    |
| 7     | Karin Mayr-Krifka   | Österreich                   | 24,61    |

### Vorlauf 2
10. August 2005, 12:08 Uhr
Wind: −1,1 m/s
| Platz | Name                | Nation           | Zeit (s) |
| ----- | ------------------- | ---------------- | -------- |
| 1     | Julija Guschtschina | Russland         | 22,53    |
| 2     | Allyson Felix       | USA              | 22,68    |
| 3     | Kim Gevaert         | Belgien          | 22,78    |
| 4     | Natallja Salahub    | Belarus          | 23,16    |
| 5     | Maryna Maydanova    | Ukraine          | 23,31    |
| 6     | Tracy Joseph        | Costa Rica       | 24,83    |
| 7     | Gertrudis Luna      | Äquatorialguinea | 26,28 NR |

### Vorlauf 3

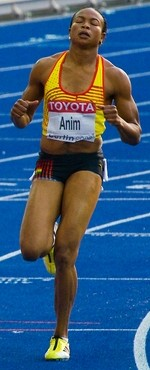
Als Fünfte ihres Rennens schied Vida Anim in der Vorrunde aus

10. August 2005, 12:16 Uhr
Wind: −3,2 m/s
| Platz | Name              | Nation          | Zeit (s) |
| ----- | ----------------- | --------------- | -------- |
| 1     | Fabienne Feraez   | Benin           | 23,72    |
| 2     | Irina Chabarowa   | Russland        | 23,78    |
| 3     | Rachelle Smith    | USA             | 23,78    |
| 4     | Christine Amertil | Bahamas         | 23,88    |
| 5     | Vida Anim         | Ghana           | 24,16    |
| 6     | Mae Koime         | Papua-Neuguinea | 25,31    |
| 7     | Gcinile Moyane    | Swasiland       | 27,79    |

### Vorlauf 4

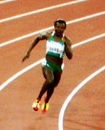
Als einzige Teilnehmerin ihres Vorlaufs erreichte Mercy Nku auf Rang sechs nicht das Halbfinale

10. August 2005, 12:24 Uhr
Wind: +0,3 m/s
| Platz | Name                       | Nation     | Zeit (s) |
| ----- | -------------------------- | ---------- | -------- |
| 1     | Christine Arron            | Frankreich | 22,89    |
| 2     | Veronica Campbell          | Jamaika    | 23,28    |
| 3     | Lucimar Aparecida de Moura | Brasilien  | 23,36    |
| 4     | Geraldine Pillay           | Südafrika  | 23,58    |
| 5     | Alenka Bikar               | Slowenien  | 23,77    |
| 6     | Mercy Nku                  | Nigeria    | 23,99    |

## Halbfinale
Aus den beiden Halbfinalläufen qualifizierten sich die jeweils ersten vier Athletinnen – hellblau unterlegt – für das Finale.

### Halbfinallauf 1

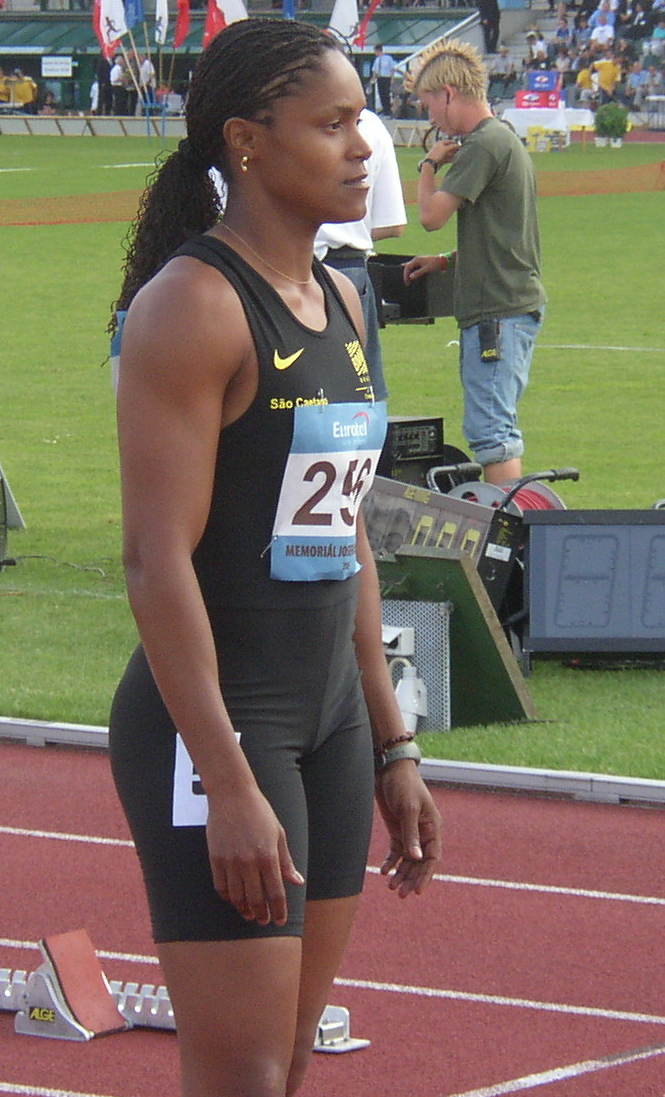
Lucimar Aparecida de Moura wurde Sechste im ersten Halbfinale und schied damit aus

11. August 2005, 19:25 Uhr
Wind: −2,7 m/s
| Platz | Name                       | Nation         | Zeit (s) |
| ----- | -------------------------- | -------------- | -------- |
| 1     | Christine Arron            | Frankreich     | 22,45    |
| 2     | Rachelle Smith             | USA            | 22,69    |
| 3     | LaTasha Colander           | USA            | 22,69    |
| 4     | Cydonie Mothersille        | Cayman Islands | 23,13    |
| 5     | Irina Chabarowa            | Russland       | 23,26    |
| 6     | Lucimar Aparecida de Moura | Brasilien      | 23,42    |
| 7     | Maryna Maydanova           | Ukraine        | 23,78    |
| 8     | Geraldine Pillay           | Südafrika      | 24,22    |

### Halbfinallauf 2

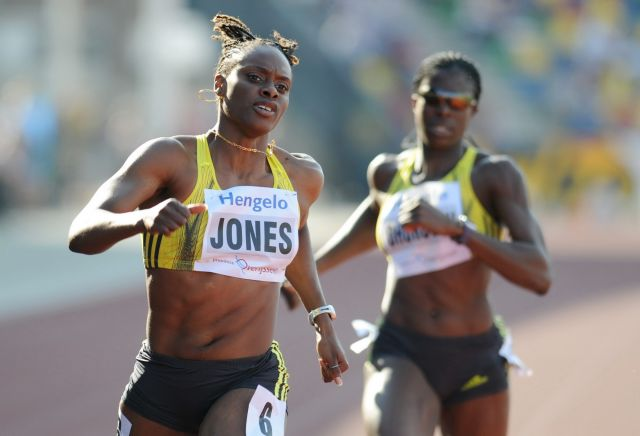
Ihr sechster Rang im zweiten Halbfinale reichte LaVerne Jones (links) nicht zur Finalteilnahme
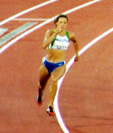
Deutlich zurück kam Alenka Bikar in ihrem Halbfinallauf als Achte und Letzte ins Ziel

11. August 2005, 19:32 Uhr
Wind: −4,0 m/s
| Platz | Name                | Nation                       | Zeit (s) |
| ----- | ------------------- | ---------------------------- | -------- |
| 1     | Allyson Felix       | USA                          | 22,90    |
| 2     | Kim Gevaert         | Belgien                      | 22,97    |
| 3     | Veronica Campbell   | Jamaika                      | 23,02    |
| 4     | Julija Guschtschina | Russland                     | 23,10    |
| 5     | Fabienne Feraez     | Benin                        | 23,29    |
| 6     | Natallja Salahub    | Belarus                      | 23,62    |
| 7     | LaVerne Jones       | Amerikanische Jungferninseln | 23,62    |
| 8     | Alenka Bikar        | Slowenien                    | 23,94    |

## Finale

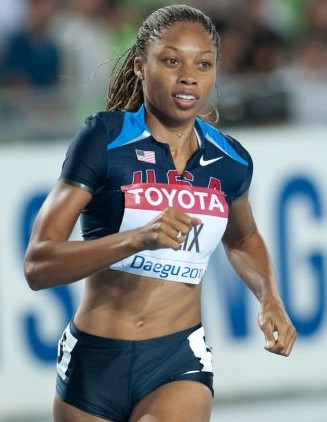
Weltmeisterin Allyson Felix, 2004 Olympiazweite, hatte noch viele erfolgreiche Jahre vor sich

12. August 2005, 19:30 Uhr
Wind: +0,2 m/s
| Platz | Name                | Nation         | Zeit (s) |
| ----- | ------------------- | -------------- | -------- |
| 1     | Allyson Felix       | USA            | 22,16    |
| 2     | Rachelle Smith      | USA            | 22,31    |
| 3     | Christine Arron     | Frankreich     | 22,31    |
| 4     | Veronica Campbell   | Jamaika        | 22,38    |
| 5     | LaTasha Colander    | USA            | 22,66    |
| 6     | Julija Guschtschina | Russland       | 22,75    |
| 7     | Kim Gevaert         | Belgien        | 22,86    |
| 8     | Cydonie Mothersille | Cayman Islands | 23,00    |

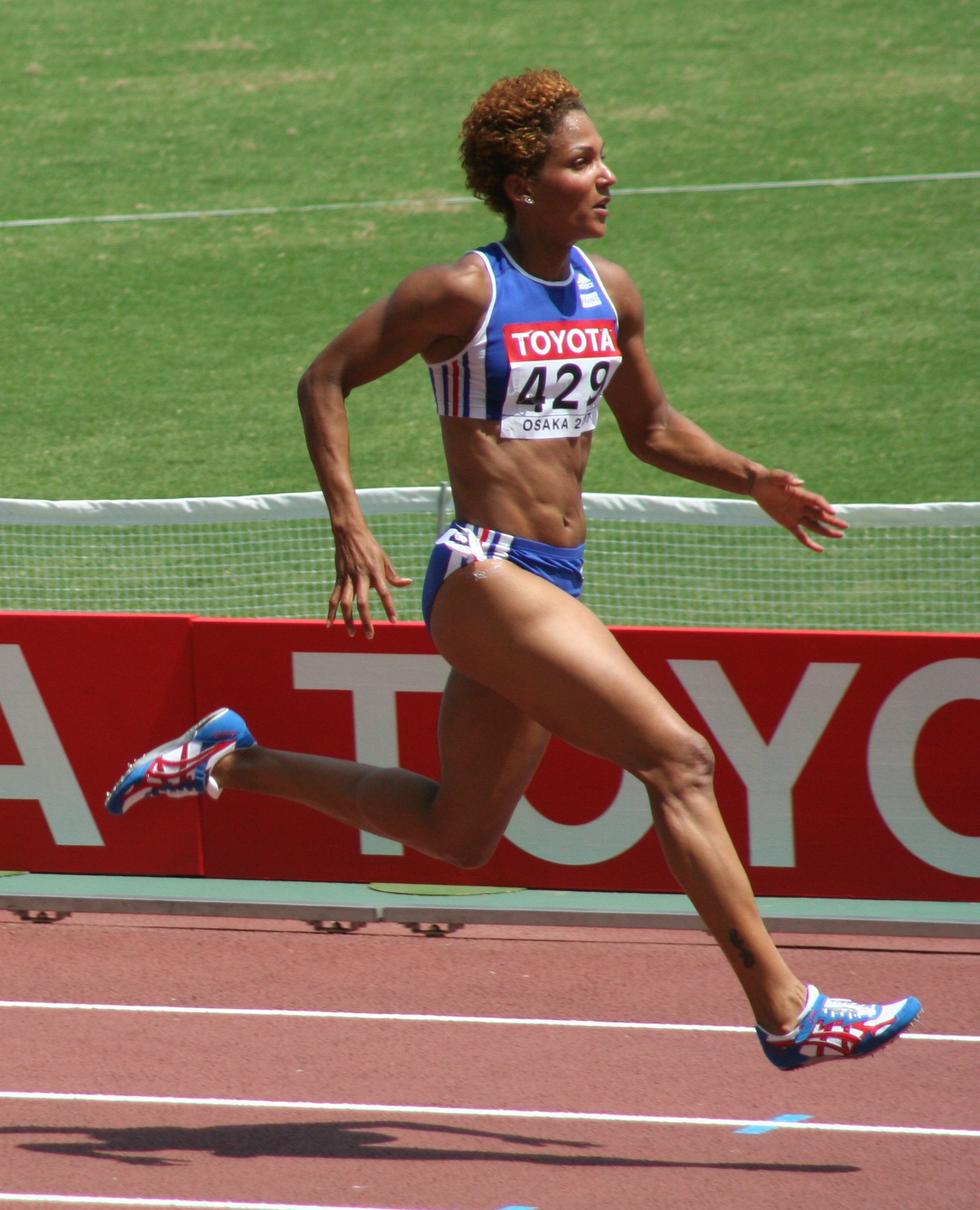
Wie vier Tage zuvor über 100 Meter gab es Bronze für Christine Arron, 1998 100-Meter-Europameisterin, außerdem mit zahlreichen Staffelerfolgen dekoriert
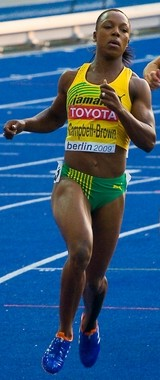
Die aktuelle Olympiasiegerin Veronica Campbell verpasste Bronze als Vierte um sieben Hundertstelsekunden – hier in Helsinki hatte sie bereits Silber über 100 Meter gewonnen
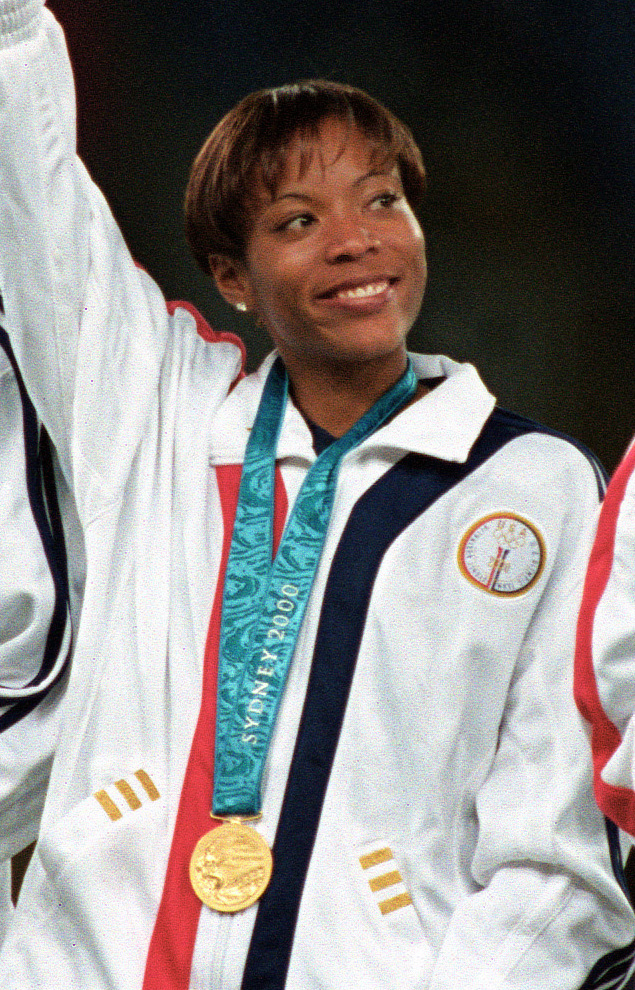
Die fünftplatzierte LaTasha Colander
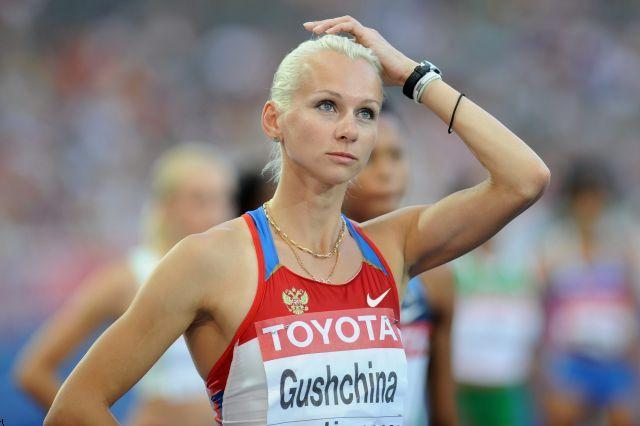
Julija Guschtschina belegte Rang sechs
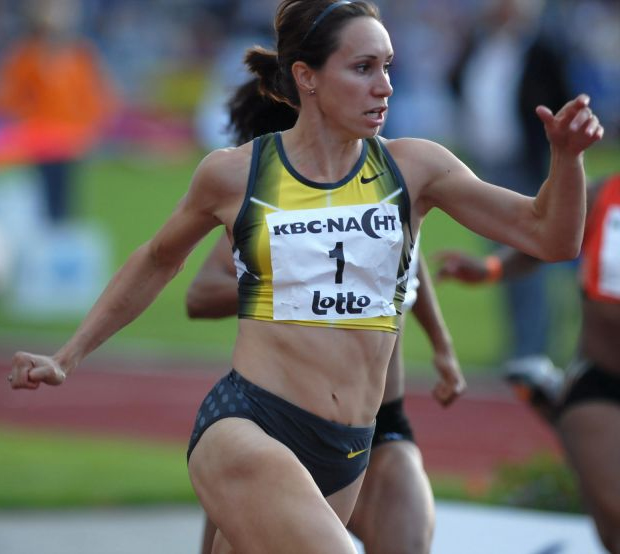
Rang sieben für Kim Gevaert
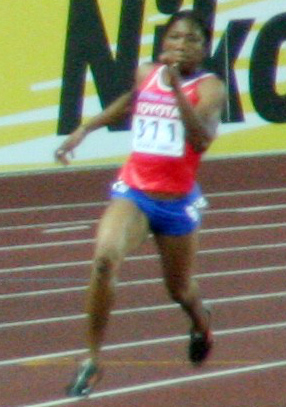
Cydonie Mothersille erreichte Platz acht

## Video
- Women's 200m Final, World Athletics Championships Helsinki 2005, youtube.com, abgerufen am 6. Oktober 2020